# Mariahoeve (Leende)
Mariahoeve is een landgoed in de gemeente Heeze-Leende, tussen de plaatsen Leende en Maarheeze dat ongeveer 250 ha beslaat. 

## Geschiedenis

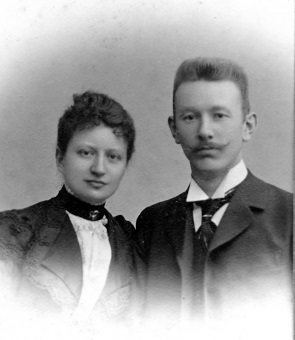
Maria Terkatz en Josef Laimböck. De hoeve is vernoemd naar Maria

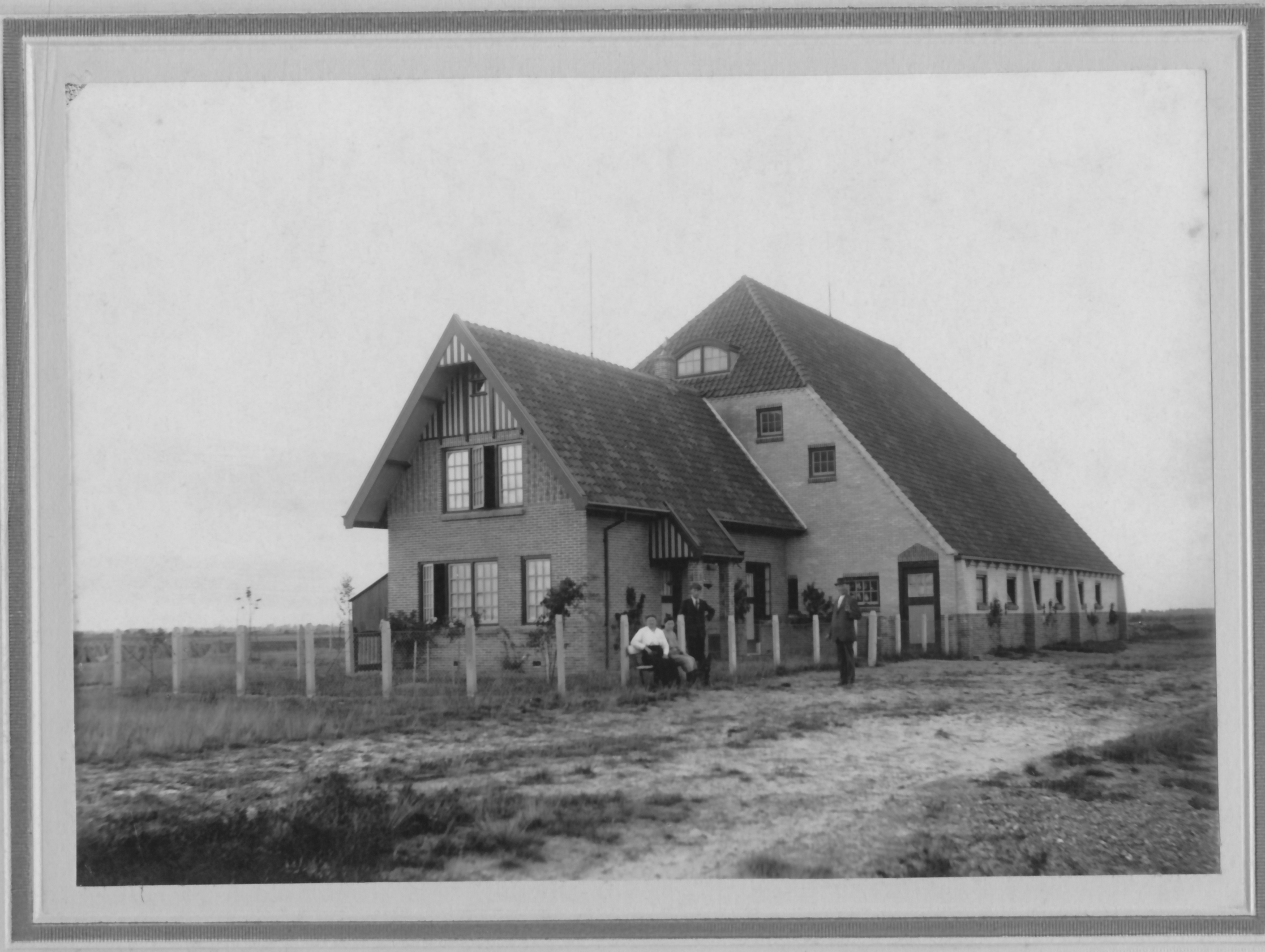
Ca. 1921 Mariahoeve met v.l.n.r. Maria, zoon Robert, zoon Franz en Josef

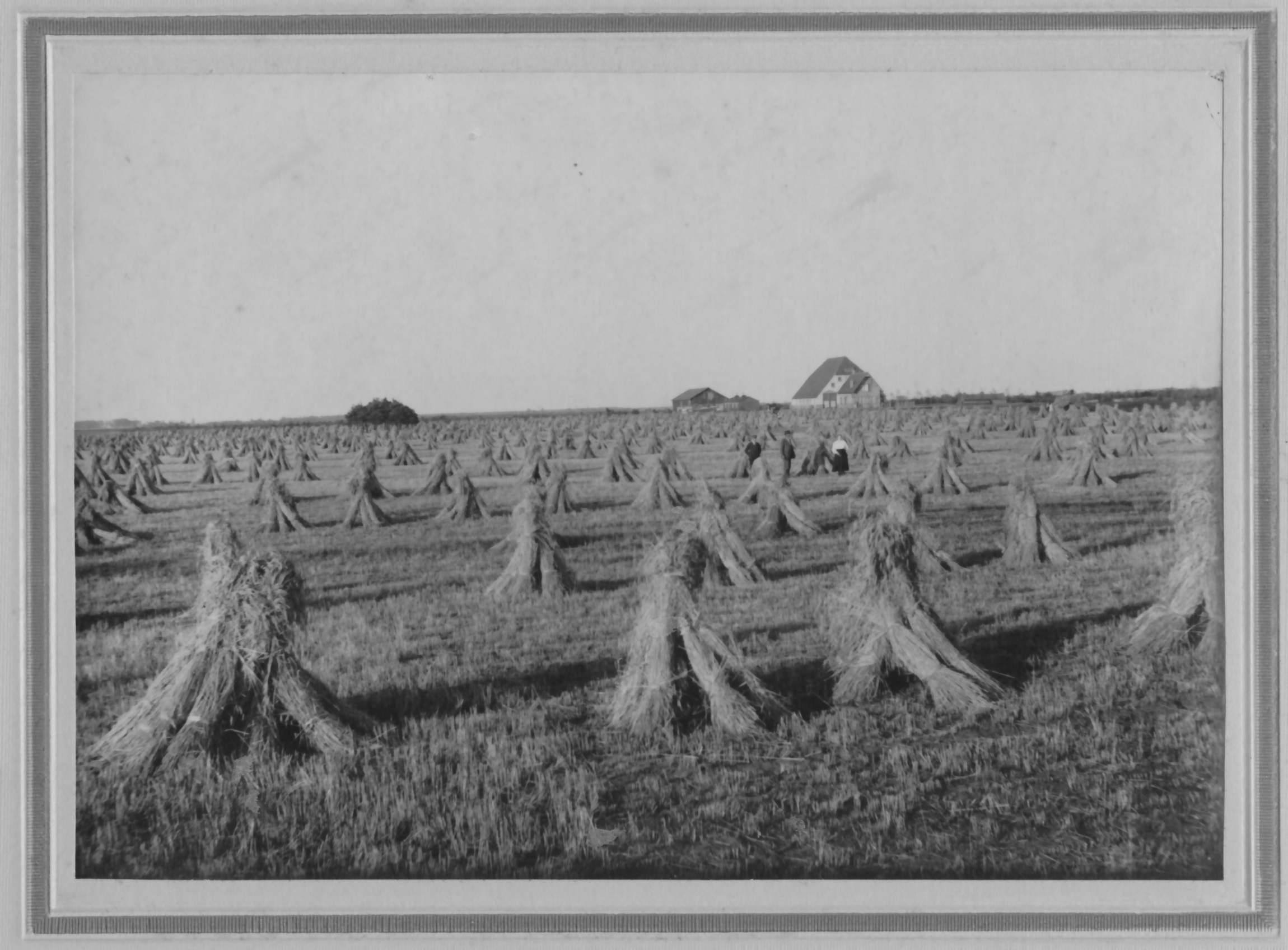
Ca. 1921 Landerijen met op de achtergrond de Mariahoeve

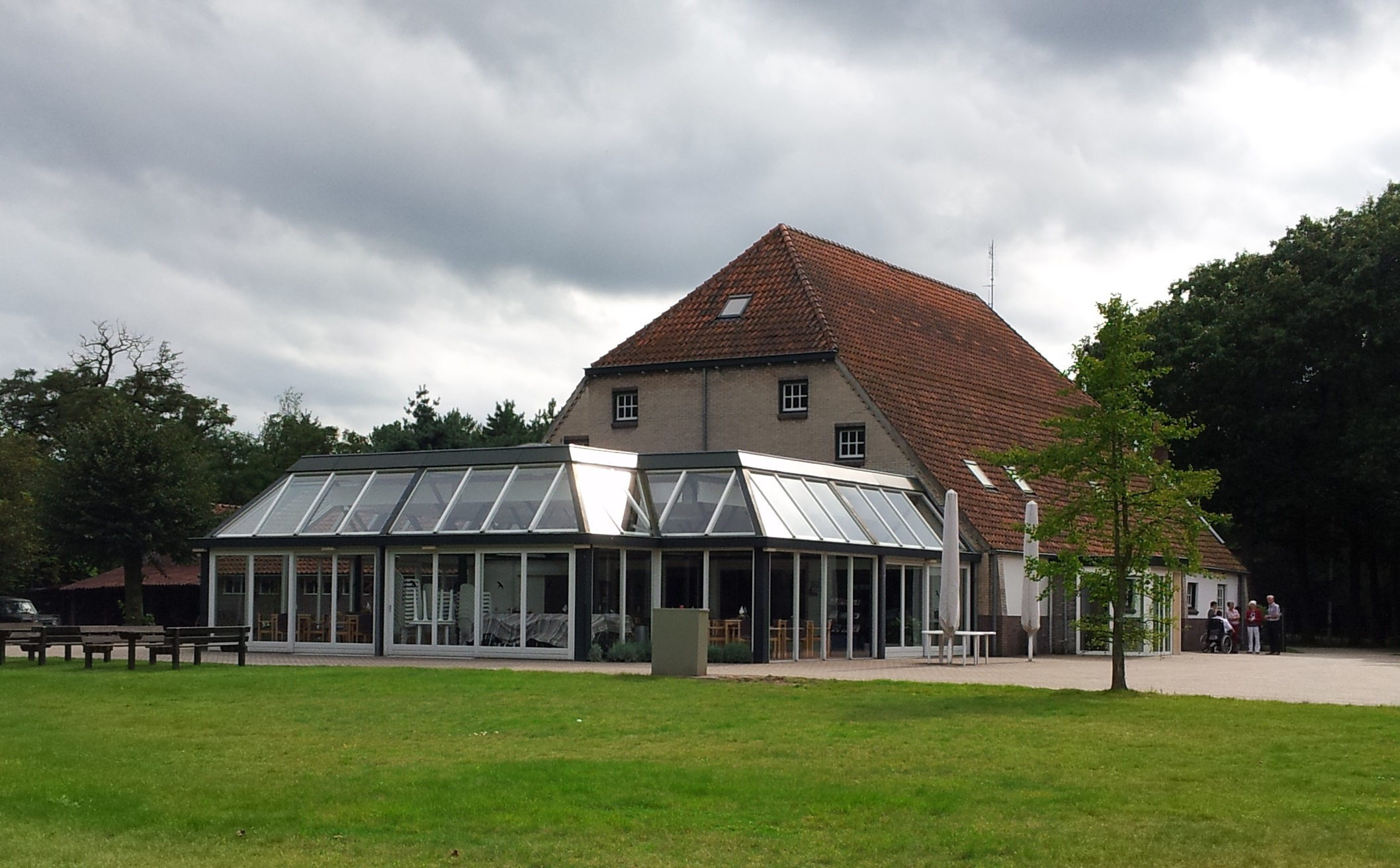
Uitbouw achterzijde Mariahoeve tbv. dagrecreatie Zonnebloem

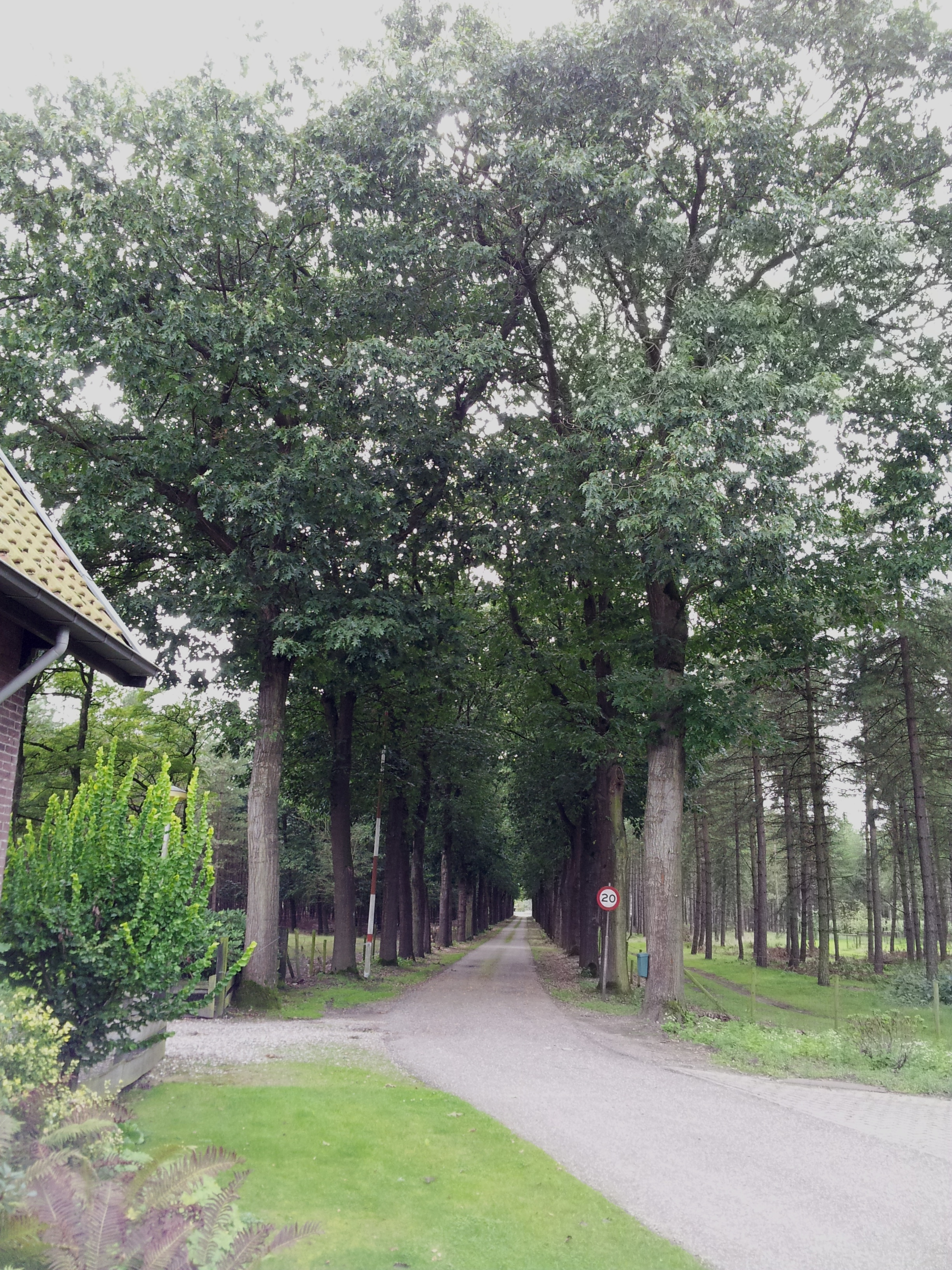
Amerikaanse eiken ter weerszijde van de lange oprijlaan

De Zevenhuizer- en Oistriksche heide, oorspronkelijk een heide- en stuifzandgebied met enkele vennetjes, werd tijdens de Eerste Wereldoorlog aangekocht door de Amsterdammer Josef Laimböck. Josef was een handschoenenhandelaar afkomstig uit het Stumm (Zillertal - Tirol, Oostenrijk). Hij had zijn fortuin had gemaakt met lederwarenzaken in Amsterdam, Rotterdam, Den Haag, Haarlem en Utrecht. Op 30 september 1918 kreeg hij een bouwvergunning voor een hoeve op het 225 hectare grote landgoed. De Mariahoeve werd gebouwd als ontginningsboerderij en vernoemd naar Josef's vrouw Maria Terkatz uit Elberfeld (huidige Wuppertal). Volgens het bevolkingsregister van Leende hebben Josef, Maria, zoon Franz en dienstbode Anna Baudoin van begin 1921 tot medio 1922 op de Mariahoeve gewoond. Josef's zoon Franz heeft zijn vader geholpen met de aanplant van de Amerikaanse eiken ter weerszijde van de lange oprijlaan. In 1922 kocht Fredericus Jacobus Amsing, landbouwer te Usquert, voor fl. 64.000 de Mariahoeve, toen 227 ha 73 a 93 ca groot. De koop was inclusief een uitgebreide inventaris. Op de schrale grond werd het gemengd bedrijf toegepast en rogge, haver en aardappelen werden verbouwd. Deze boerderij bleek in de jaren 30 van de 20e eeuw niet meer te renderen, mede ook doordat in die tijd vanuit de VS goedkoop graan op de Europese markt kwam. Het terrein werd in 1938  voor 65.000 gulden aangekocht als beleggingsobject door de Noord-Hollandsche levensverzekeringsmaatschappij te Alkmaar (ook bekend als: Hooge Huys Levensverzekeringen van 1891 N.V.), die er naaldhout plantte en het verpachtte als jachtgebied. Aldus ontstond het huidige gebied, waarin sommige percelen nog herinneren aan de vroegere landbouwactiviteit. Over het terrein loopt nog een onverhard pad, dat in oude kaarten genoemd wordt als "Weg van Oosterik naar Maarheeze". 
Later zijn ook enkele grotere plassen ontstaan, door zandafgraving ten behoeve van de aanleg van de N2.
In 1976 werd op een deel van het terrein de golfbaan van de Leender Golfclub Haviksoord geopend. Het landgoed is in bezit van de "Hofsteestichting", ontstaan na fusie van o.a. de Stichting Buur-Hofstee/Mariahoeve, in 1989 door Anna Gertrude Hofstee (1914-2003), opgericht. Anna Gertrude was de kleindochter van de oprichter van de genoemde verzekeringsmaatschappij, Jan Hofstee. Zij was getrouwd met Nico Buur (1914-1988), die secretaris van de Noord-Hollandsche was, en ze was nauw betrokken bij het werk van de Nationale Vereniging de Zonnebloem, die zich inzet voor gehandicapten. De verzekeringsmaatschappij kwam in 1984 in handen van NV Bouwfonds Nederlandse Gemeenten en werd in 1996 onderdeel van Reaal.
Een verhard wandelpad, geschikt voor rolstoelgebruikers, voert over een klein deel van het landgoed, dat overigens voor het publiek niet toegankelijk is.
Op de grens met Maarheeze staat binnen het raster een grenspaal tussen de Baronie Craanendonk en de Baronie Heeze en Leende. 

## Natuur
Het grootste deel van het landgoed bestaat uit droog naaldbos, waardoorheen met Amerikaanse eik beplante lanen lopen. Een en ander afgewisseld met weiden, wildakkers, heiderestanten en vennen. Het naaldhout, voornamelijk Corsicaanse den, grove den en fijnspar, werd aanvankelijk gebruikt als mijnhout, en wordt tegenwoordig geoogst voor plaatmateriaal.
In het gebied leven edelherten, damherten en reeën. Er is een vleermuiskelder waarin onder meer de gewone grootoorvleermuis huist. Tot de insectenwereld behoren de blauwvleugelsprinkhaan, de veldkrekel en de kleine parelmoervlinder.
Bij de natuurlijke vennen, die tegenwoordig weer hersteld worden, vindt men oeverkruid en gesteeld glaskroos. In en bij de vennen leeft de alpenwatersalamander, de tengere pantserjuffer en de venwitsnuitlibel. De vennen zijn ook rijk aan watervogels.